# 裸管藻属
裸管藻属（学名：Psilosiphon）为串珠藻目裸管藻科的惟一一个属。其中黑色串珠藻分布于澳大利亚的新南威尔士和塔斯马尼亚岛,新西兰的北岛. 为大洋洲特有种。

## 下级分类
本科包括以下属：
- 黑色串珠藻 Psilosiphon scoparium Entwisle